# 上马街道 (侯马市)
上马街道，是中华人民共和国山西省临汾市侯马市下辖的一个乡镇级行政单位。

## 行政区划
上马街道下辖以下地区：
风雷社区、上马村、金沙村、乔山底村、崖上村、复兴村、单家营村、张少村、程村、史店村、驿桥村、斗龙沟村、隘口村、卫家庄村、上院村、东阳呈村、西阳呈村、东南张村、西南张村和庄里村。